# Rob Hrytsak
Robert „Rob“ Hrytsak (* 11. August 1965 in Saskatoon, Saskatchewan) ist ein ehemaliger kanadischer Eishockeyspieler, der unter anderem in nordamerikanischen Minor Leagues aktiv war. In Deutschland spielte er unter anderem für den Iserlohner EC in der dritthöchsten Spielklasse.

## Karriere
Nachdem Rob Hrytsak in Nachwuchsteams und an der University of Guelph aktiv gewesen war, begann er seine Profilaufbahn in der Saison 1987/88 bei den neu gegründeten Johnstown Chiefs. Beim 5:3-Auftaktsieg über die Carolina Thunderbirds erzielte er das erste Tor in der Geschichte des neuen Teams. Als dritterfolgreichster Scorer der Saison 1988/89 wurde er ins First All-Star Team der East Coast Hockey League (ECHL) gewählt. Mit seinem Team erreichte er das Finale um den Riley Cup. Bis auf eine kurze Unterbrechung, als er in der Saison 1989/90 für ein halbes Jahr für die Knoxville Cherokees aufs Eis ging, blieb der Mittelstürmer fünf Jahre lang bis 1992 bei den Chiefs. Mit 254 Punkten in 168 Spielen ist er Rekordscorer der 2010 aufgelösten Franchise.
Hrytsak wechselte im Jahr 1992 erstmals nach Deutschland, wo er für den Fünftligisten EC Dorsten aktiv war. In der Spielzeit 1994/95 spielte er für den Drittligisten Iserlohner EC, bei dem er als Topscorer zum Aufstieg in die 1. Liga beitrug. Anschließend kehrte er nach Nordamerika zurück, wo er ab 1996 innerhalb von zwei Spielzeiten für sechs unterschiedliche Klubs in der Central Hockey League (CHL) und Western Professional Hockey League (WPHL) auf dem Eis stand. In der Saison 1999/2000 war er dann abermals in Deutschland aktiv und spielte für den EC Lünen, bevor er für die Relegation vom Dinslakener EV aus der Regionalliga verpflichtet wurde. Nach der Saison beendete er seine Karriere.

## Erfolge und Auszeichnungen
- 1989 ECHL First All-Star Team
- 1995 Aufstieg in die 1. Liga mit dem Iserlohner EC

## Karrierestatistik
(Legende zur Spielerstatistik: Sp oder GP = absolvierte Spiele; T oder G = erzielte Tore; V oder A = erzielte Assists; Pkt oder Pts = erzielte Scorerpunkte; SM oder PIM = erhaltene Strafminuten; +/− = Plus/Minus-Bilanz; PP = erzielte Überzahltore; SH = erzielte Unterzahltore; GW = erzielte Siegtore; 1 Play-downs/Relegation; Kursiv: Statistik nicht vollständig)